# 萬善 (嘉靖進士)
萬善（1505年—？），字一之，號蘭石，遼東都司定遼前衛軍籍，江西撫州府臨川縣人，明朝政治人物。

## 生平
嘉靖十六年（1537年）丁酉科順天府鄉試第七十七名舉人。嘉靖二十三年（1544年）中式甲辰科會試第二百三名，登第三甲第二百名進士。授丹徒县知县。歷官大理寺評事、寧國知府。

## 家族
曾祖萬俊，百戶；祖父萬瑛，百戶；父萬鉞，百戶。母王氏。具慶下。兄萬堂（百户）。弟萬言、萬喜。